# Vijapur
Vijapur è una suddivisione dell'India, classificata come municipality, di 24.805 abitanti, situata nel distretto di Mehsana, nello stato federato del Gujarat. In base al numero di abitanti la città rientra nella classe III (da 20.000 a 49.999 persone).

## Geografia fisica
La città è situata a 23° 36' 03 N e 72° 46' 18 E.

## Società

### Evoluzione demografica
Al censimento del 2001 la popolazione di Vijapur assommava a 24.805 persone, delle quali 12.876 maschi e 11.929 femmine. I bambini di età inferiore o uguale ai sei anni assommavano a 2.972, dei quali 1.628 maschi e 1.344 femmine. Infine, coloro che erano in grado di saper almeno leggere e scrivere erano 16.745, dei quali 9.601 maschi e 7.144 femmine.